# Municipio Cajigal (Sucre)
Cajigal es uno de los 15 municipios que conforman al estado nororiental venezolano de Sucre. El municipio se ubica en la parte sur de la Península de Paria, cuenta con una población aproximada de 18 942 habitantes, con una densidad de 51,9 habitantes por km² (censo 2001), dispone de 365 km² de superficie y su altura máxima es de 800 m s. n. m., en el cerro Pacholí, cerca de Cachipal.

## Historia
Originariamente unido a Río Caribe, en el entonces Distrito Arismendi, el municipio Cajigal debe su existencia a la lucha emprendida por los ciudadanos cajigalenses en favor de su independencia territorial. Esta gesta municipal se inició a mediados de los años sesenta del siglo xx, y alcanzó su objetivo el 22 de febrero de 1966, cuando el antiguo municipio Yaguaraparo fue oficialmente elevado a la categoría de Distrito, recibiendo el nombre de Distrito Cajigal, en honor a Juan Manuel Cajigal y Odoardo.

## Geografía
Sus límites son: por el norte, en su totalidad delimita con el Municipio Arismendi, por el sureste con el Golfo de Paria y el suroeste con el Municipio Libertador. Por el este limita con el Municipio Mariño, por el oeste limita un poco con el Municipio Arismendi, y el resto con el Municipio Libertador.  
En su costa sur tiene al Golfo de Paria.  Estas costas no son secas ni arenosas, sino que predominan los manglares en terreno fangoso; igualmente, el Golfo de Paria, en sus inmediaciones, tiene poca profundidad, por lo que solamente se puede navegar en pequeñas embarcaciones.

### Parroquias
Tiene 3 parroquias llamadas: 
*Libertad, con capital Río Seco,
*la segunda parroquia llamada El Paujil, con capital la población homónima, 
*y finalmente la parroquia capital, con la misma ciudad capital que el municipio, Yaguaraparo.

## Política y gobierno

### Alcaldes
| Período     | Alcalde                     | Partido político / Alianza | % de votos | Notas |
| ----------- | --------------------------- | -------------------------- | ---------- | --- |
| 1989 - 1992 | Carlos Rodríguez Amundarain | AD                         | 52,85      | Primer alcalde bajo elecciones directas |
| 1992 - 1995 | Carlos Rodríguez Amundarain | AD                         | 47,76      | Reelecto |
| 1995 - 2000 | José Luis Bello Guerra      | AD                         | -          | Segundo alcalde bajo elecciones directas (se realizaron elecciones generales adelantadas en el 2000 debido a la aprobación de la Constitución de 1999) |
| 2000 - 2004 | Algencio Monasterio         | MVR                        | 48,55      | Tercer alcalde bajo elecciones directas |
| 2004 - 2008 | Algencio Monasterio         | MVR                        | 76,22      | Reelecto |
| 2008 - 2013 | Carlos Rodríguez            | PSUV                       | 63,59      | Cuarto alcalde bajo elecciones directas (se postergan 1 año las elecciones municipales pautadas para finales del 2012)                                 |
| 2013 - 2017 | Carlos Rodríguez            | PSUV                       | 55,46      | Reelecto |
| 2017 - 2021 | Augusto Espinoza            | PPT                        | 50,96      | Quinto alcalde bajo elecciones directas |
| 2021 - 2025 | Johany Carias               | PSUV                       | 52,41      | Sexto alcalde bajo elecciones directas |

### Concejo municipal
Período 1989 - 1992
| Concejales:                | Partido político / Alianza |
| -------------------------- | -------------------------- |
| Jesús Juvenal Martínez     | AD                         |
| César González             | AD                         |
| Denny Quintero             | AD                         |
| Manuel López               | AD                         |
| Rubén Díaz Muñoz           | COPEI                      |
| Sol Beatriz Ruíz de Zapata | COPEI                      |
| Newton Marval              | MAS                        |

Período 1992 - 1995
| Concejales:            | Partido político / Alianza |
| ---------------------- | -------------------------- |
| David Gil Subero       | AD                         |
| Jesús Juvenal Martínez | AD                         |
| José Martínez Figuera  | AD                         |
| Iness Morales Robles   | AD                         |
| Juan Longart           | COPEI                      |
| Guillermo Echeverría   | COPEI                      |
| Nicolas Ponce Quijada  | COPEI                      |

Período 1995 - 2000
| Concejales:            | Partido político / Alianza |
| ---------------------- | -------------------------- |
| Jesus Juvenal Martinez | AD                         |
| Eneas Morante          | AD                         |
| Lilia Prada de Lugo    | AD                         |
| Maria de Felce         | AD                         |
| Juan Benitez           | CONVERGENCIA               |
| Omar Yeguez            | CONVERGENCIA               |
| Luis Villalba          | CONVERGENCIA               |

Período 2000 - 2005
| Concejales       | Partido político / Alianza |
| ---------------- | -------------------------- |
| Luis Villalba    | '                          |
| Maria De Felce   | '                          |
| Getulio Méndez   | '                          |
| José Ramón Díaz  | '                          |
| Victor Contreras | '                          |
| Jesus Subero     | '                          |
| Oswaldo Córdoba  | '                          |

Período 2005 - 2013
| Concejales       | Partido político / Alianza |
| ---------------- | -------------------------- |
| Luis Villalba    | '                          |
| Omar Yeguez      | '                          |
| Augusto Subero   | '                          |
| Agustin Lozada   | '                          |
| Lilia Carrion    | '                          |
| Catalino Quijada | '                          |
| Nelson Morante   | '                          |

Período  2013 - 2018:
| Concejales          | Partido político / Alianza |
| ------------------- | -------------------------- |
| Wuilmer Quintero    | PSUV                       |
| Domingo Luis García | PSUV                       |
| Manuel Contreras    | PSUV                       |
| Osmarys Marcano     | PSUV                       |
| Javier Caraballo    | PSUV                       |
| Medardo Torres      | PSUV                       |
| Dionicio Velasquez  | PSUV                       |

Período 2018 - 2021
| Concejales       | Partido político / Alianza |
| ---------------- | -------------------------- |
| Wilmer Quintero  | PSUV                       |
| Francisca Moréno | PSUV                       |
| Simon Mierez     | PSUV                       |
| Danny Tineo      | PSUV                       |
| Ricardo Medina   | PSUV                       |
| Niuton Caraballo | PSUV                       |
| Rebeca Millán    | PSUV                       |

Período 2021 - 2025
| Concejales          | Partido político / Alianza |
| ------------------- | -------------------------- |
| Eric Campos         | PSUV                       |
| Francisca Yanez     | PSUV                       |
| Argentina Aguilera  | PSUV                       |
| Reveca Millán       | PSUV                       |
| Erasmo De Caraballo | SPV                        |
| Yoni Ferreira       | SPV                        |
| José Rodríguez      | SPV                        |